# Jüdischer Friedhof (Winterberg)

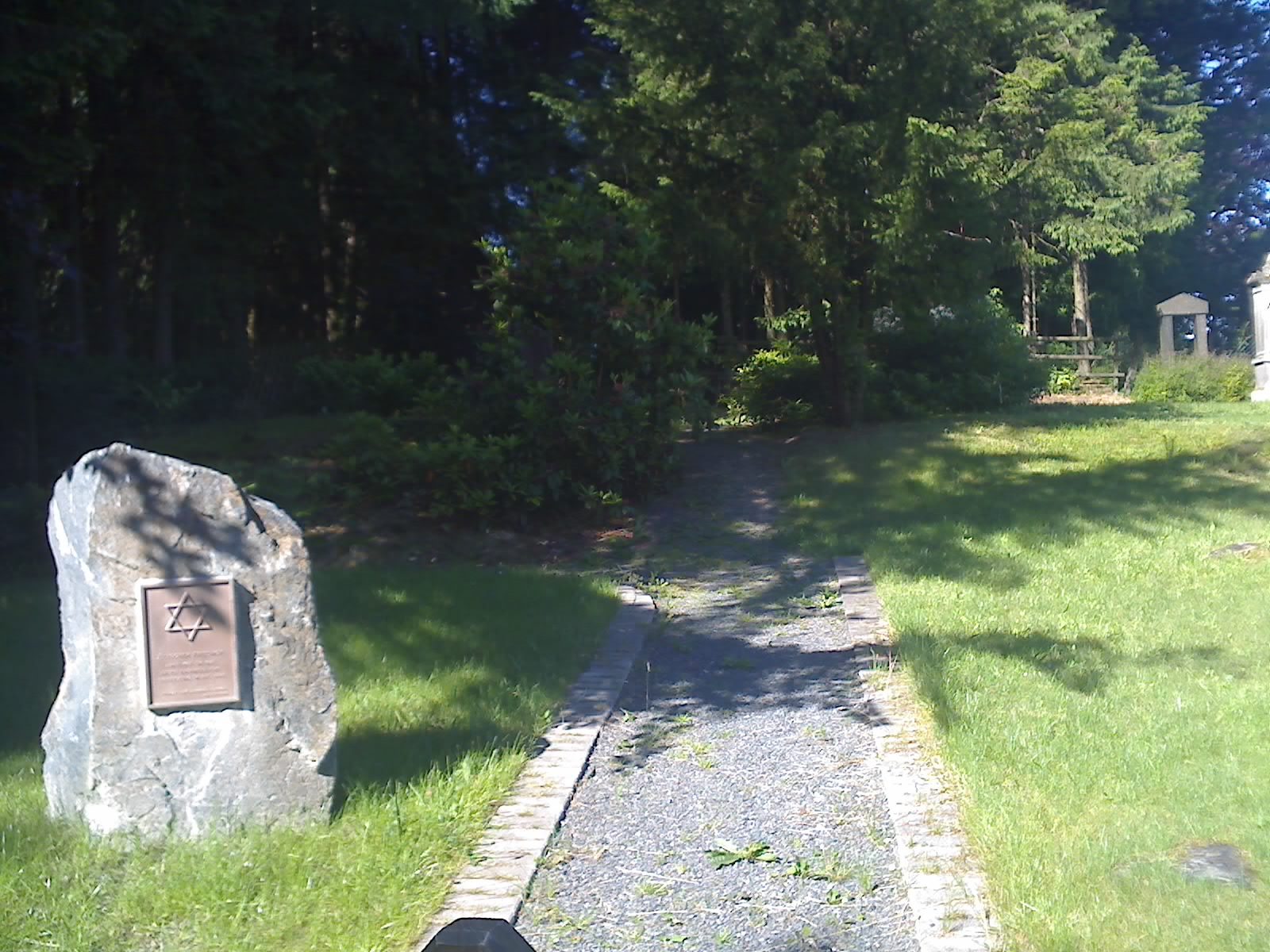
Der Jüdische Friedhof 2008

Der Jüdische Friedhof Winterberg ist ein jüdischer Friedhof in der Stadt Winterberg im Hochsauerlandkreis in Nordrhein-Westfalen. Er ist eingezäunt und liegt an einem Berghang an der Wernsdorfer Straße. Auf ihm befinden sich noch acht Grabsteine (Mazewa).

## Geschichte
Der Friedhof wurde von 1836 bis 1935 belegt. Zuvor wurden die Winterberger Juden in Medebach begraben. In der Zeit des Nationalsozialismus wurde der Friedhof erheblich beschädigt und nach 1945 wieder hergerichtet. Seit dem 13. Dezember 2010 ist er als Baudenkmal geschützt.